# Васютинці (Золотоніський район)
Васю́тинці — село в Україні, у Іркліївській сільській громаді Золотоніського району Черкаської області. Населення складає 1616 осіб.
У селі розташований Васютинський дендрологічний парк, закладений 14 квітня 1977 року місцевим вчителем біології Сиволапом Іваном Пилиповичем (1912—2011). Село було переміщене через затоплення для створення Кременчуцького водосховища.

## Населення

### Мова
Розподіл населення за рідною мовою за даними перепису 2001 року:
| Мова            | Кількість | Відсоток |
| --------------- | --------- | -------- |
| українська      | 1541      | 95.36%   |
| російська       | 53        | 3.28%    |
| вірменська      | 19        | 1.18%    |
| румунська       | 2         | 0.12%    |
| інші/не вказали | 1         | 0.06%    |
| Усього          | 1616      | 100%     |

## Історія
Село вперше згадується у 1594 році. 1594 року в селі перебував Григорій Лобода — один з керівників селянсько-козацького повстання 1594—1596 pоків.
Не пізніше 1780 року в селі була збудована Миколаївська церква.
Село існує на мапі 1816 року.
13-14 та 17-18 лютого 1920 року у Васютинцях під час Зимового походу зупинявся на ночівлю Кінний полк Чорних Запорожців Армії УНР.
У роки Німецько-радянської війни на фронт пішли 1433 жителі села, з них 517 загинули, 226 — нагороджені орденами й медалями СРСР, серед них Ю X. Іванець, В. Є. Кудря, І. А. Тищенко, І. С. Тищенко. А. І. Мигаль удостоєний звання Героя Радянського Союзу. Вшановуючи пам'ять загиблих, жителі села спорудили обеліск Слави та пам'ятник воїнам, які полягли в боях за
відвоювання села.
Поблизу села виявлені поселення доби пізньої бронзи, Васютинське городище скіфського періоду, слов'янські поселення черняхівської культури та VIII ст. нової ери. (Історія міст і сіл УРСР. Черкаська обл. К., 1972).
12 червня 2020 року, відповідно до розпорядження Кабінету Міністрів України, село увійшло до складу Іркліївської сільської громади.
17 липня 2020 року, в результаті адміністративно-територіальної реформи та ліквідації Чорнобаївського району, село увійшло до складу Золотоніського району.

## Метрична книга церквей іркліївської протопопії за 1780 р.
Деякі імена села Васютинці:
Марк Денисенко та Михаїл Денисенко (козаки);
Федір Такский та Максим Такский (козаки);
Грицько Буденний та Кирик Буденний (козаки);
Антон Тищенко та Яків Тищенко (козаки);
Савва Даценко та Грицько Даценко (козаки);
Григорій Сруба (козак);
Іван Хоменко (козак);
Марк Прокенко (козак);
Данило Визере (козак);
Федір Делевер (козак);
Микола Яловий (козак);
Харитон Романенко (козак);
Максим Суреун (козак);
Павло Капуста (козак);
Микита Дузь (козак);
Пилип Михно (козак);
Михаїл Лисенко (козак);
Олексій Шерстяк (козак);
Дмитро Лелех (козак);
Григорій Чоп (козак);
Фома Дулей (козак);
Влас Балачко (козак);
Максим Майко (козак);
Василій Скуба/Скубій (козак);
Олексій Мить (козак);
Дорош Радченко (козак);
Левко Цизя (козак);
Ігнат Курютенко (козак);
Павло Ковтун (козак);
Андрій Звездал (козак);
Микита Боженко (козак);
Федір Антоненко (козак);
Василій Кравченко (козак);
Герасим Чорний (козак);
Олексій Жеренко (козак);
Сидор Морда (козак);
Левко Назаренко (козак);
Самійло Чаплій (козак);
Сидор Жерно (козак);
Каленик Кудрь (козак);
Іван Куриач (козак);
Максим Коробка (козак);
Яків Свистук (козак);
Павло Рудюк (козак);
Максим Соска (козак);
Гаврило Шабельник (козак);
Зенцій Коваленко (козак);
Семен Замогильний (козак);
Євфимій Якименко (козак);
Роман Павленко (козак);
Степан Михко (козак);
Петро Гайдамака (козак);
Семен Куликич (козак);
Іван Штока (козак);
Мойсей Мить (козак);
Микита Дмитренко (козак);
Стефан Радко (козак);
Михаїл Хвост (козак);
Матвій Сокур (козак);
Микита Безкровний (козак);
Пилип Крохмаль (козак);
Косма Хведорченко (козак);
Павло Тепченко (козак);
Іван Косенко (козак);
Василій Демченко (козак);
Василій Будиленко (козак);
Стефан Шелят (козак);
Савва Заболоткий (козак);
Євтихій Комак (козак);
Іван Будил (козак);
Назар Іваненко (козак);
Левкр Ревун (козак);
Григорій Кумпанієць (козак);
Максим Єсипенко (козак);
Кирик Шелоет (козак);
Пархом Шулека (козак);
Микола Перкрист (козак);
Петро Пещенко (козак);
Микита Дворной (козак);
Леонтій Юновський (козак);
Йосип Штепа (козак);
Павло Супрун (козак);
Роман Манченко (козак);
Євфимій Левченко (посполитой);
Фома Скубенко (посполитой);
Прокоп Тарасенко (посполитой);
Іван Прохай (посполитой);
Пилип Невроха (посполитой);
Василій Евлад (посполитой);
Михаїл Шевченко (посполитой).

## Відомі люди
У селі народилися 
- Костецька Ольга Іванівна (* 1953) — українська радянська спортсменка-легкоатлетка, Чемпіонка Європи 1982 року. Триразова чемпіонка СРСР; заслужений майстер спорту СРСР. Тренер вищої категорії.
- Мигаль Андрій Іванович (*2 липня 1910 — †17 листопада 1963) — Герой Радянського Союзу.

## Список жертв Голодомору 1932—1933рр.
За даними різних джерел у селі в 1932—1933 роках загинуло близько 252 осіб. Мартиролог укладено на підставі свідчень очевидців Голодомору (Рябенко Параски Дем'янівни, Скакун Тетяни Іванівни, Вергай Марії Симонівни та ін.). Свідчення зберігаються в Державному архіві Черкаської області (Р-5664, оп. 1. спр. 83).
Антоненко Іван Радіонович, 35 р., колгоспник, 1932 р., причину смерті невідомо.
Антоненко Микола Радіонович, 26 р., колгоспник, 1933 р., причину смерті невідомо.
Антоненко Петро Радіонович, 30 р., селянин, 1932 р., причину смерті невідомо.
Антоненко Радіон Іванович, дитина, 8 р., 1932 р., причину смерті невідомо.
Бабенко Василь Пилипович, 38 р., колгоспник, 1932 р., причину смерті невідомо.
Бабенко Пилип Іванович, 28 р., колгоспник, 1932 р., причину смерті невідомо.
Бабенок Микита Іванович, 30 р., колгоспник, 1932 р., причину смерті невідомо.
Безкоровайна Марія Прокопівна, дитина, 15 р., утриманець, 1933 р., причину смерті невідомо.
Безкоровайна Наталка Леонтіївна, дитина, 12 р., 1932 р., причину смерті невідомо.
Безкоровайна Тетяна Леонтіївна, дитина, 8 р., 1932 р., причину смерті невідомо.
Безкоровайний Микола Леонтійович, дитина, 15 р., 1932 р., причину смерті невідомо.
Безкоровайний Петро Прокопович, дитина, 12 р., 1933 р., причину смерті невідомо.
Безкоровайний Прокіп Миколайович, 40 р., колгоспник, 1932 р., причину смерті невідомо.
Безкоровайний Тимофій Леонтійович, 22 р., колгоспник, 1933 р., причину смерті невідомо.
Березань Дмитро Кіндратович, 45 р., колгоспник, 1932 р., причину смерті невідомо.
Березань Іван Дмитрович, 18 р., колгоспник, 1933 р., причину смерті невідомо.
Березань Микита Кіндратович, 40 р., колгоспник, 1932 р., причину смерті невідомо.
Березань Михайло Дмитрович, дитина, 12 р., 1932 р., причину смерті невідомо.
Будило Варвара Іванівна, 50 р., колгоспниця, 1932 р., причину смерті невідомо.
Будило Петро Іванович, 40 р., колгоспник, 1933 р., причину смерті невідомо.
Василенко Катерина Федорівна, 29 р., колгоспник, 1933 р., причину смерті невідомо.
Василенко Марфа Онупріївна, 35 р., колгоспник, 1932 р., причину смерті невідомо.
Василенко Онопрій Іванович, 37 р., колгоспник, 1932 р., причину смерті невідомо.
Василенко Павло Афанасійович, дитина, 3 р., 1933 р., причину смерті невідомо.
Василенко Петро Афанасійович, дитина, 3 р., 1933 р., причину смерті невідомо.
Велько Дмитро Корнійович, дитина, 12 р., 1933 р., причину смерті невідомо.
Велько Корній Пилипович, 48 р., колгоспник, 1933 р., причину смерті невідомо.
Велько Микита Корнійович, дитина, 2 р., 1933 р., причину смерті невідомо.
Велько Ольга Корніївна, дитина, 14 р., 1933 р., причину смерті невідомо.
Велько Химка Петрівна, 45 р., колгоспник, 1933 р., причину смерті невідомо.
Велько Якилина Корніївна, дитина, 5 р., 1933 р., причину смерті невідомо.
Вергай Ганна Іванівна, 27 р., колгоспник, 1932 р., причину смерті невідомо.
Вергай Іван Іванович, 80 р., колгоспник, 1933 р., причину смерті невідомо.
Вергай Марія Іванівна, 30 р., колгоспник, 1932 р., причину смерті невідомо.
Вергай Михайло Тихонович, 35 р., колгоспник, 1932 р., причину смерті невідомо.
Вергай Павло Прокопович, дитина, 1 р., 1933 р., причину смерті невідомо.
Вергай Парасковія Прокопівна, 28 р, колгоспник, 1933 р., причину смерті невідомо.
Ганницька Олена Миколаївна, 30 р., колгоспниця, 1933 р., причину смерті невідомо.
Ганницький Антін Іванович, 38 р., колгоспник, 1932 р., причину смерті невідомо.
Ганницький Василь Дмитрович, 60 р., колгоспник, 1933 р., причину смерті невідомо.
Ганницький Василь Іванович, дитина, 5 р., 1933 р., причину смерті невідомо.
Ганницький Василь Семенович, дитина, 5 р., 1933 р., причину смерті невідомо.
Ганницький Григорій Семенович, дитина, 8 р., 1933 р., причину смерті невідомо.
Ганницький Іван Миколайович, 36 р., колгоспник, 1933 р., причину смерті невідомо.
Ганницький Іван Семенович, дитина, 2 р., 1933 р., причину смерті невідомо.
Ганницький Михайло Григорович, 30 р., колгоспник, 1933 р., причину смерті невідомо.
Ганницький Федір Григорович, 22 р., колгоспник, 1933 р., причину смерті невідомо.
Ганницький Федір Іванович, 17 р., колгоспник, 1933 р., причину смерті невідомо.
Гармаш Василь Іванович, 21 р., колгоспник, 1933 р., причину смерті невідомо.
Гармаш Григорій Іванович, 23 р., колгоспник, 1932 р., причину смерті невідомо.
Гармаш Олександра Григорівна, 28 р., колгоспниця, 1933 р., причину смерті невідомо.
Груба Марія Захарівна, дитина, 15 р., 1932 р., причину смерті невідомо.
Грубий Іван Захарович, 18 р., колгоспник, 1932 р., причину смерті невідомо.
Грубий Михайло Іванович, дитина, 8 р., 1933 р., причину смерті невідомо.
Грубий Олександр Іванович, дитина, 10 р., 1932 р., причину смерті невідомо.
Гужел Андрій Андрійович, дитина, 3 р., 1932 р., причину смерті невідомо.
Гужел Андрій Іванович, 35 р., колгоспник, 1933 р., причину смерті невідомо.
Гулій Денис Онопрійович, 45 р., колгоспник, 1932 р., причину смерті невідомо.
Двірна Євдокія Семенівна, 50 р., колгоспниця, 1932 р., причину смерті невідомо.
Двірна Марія Дмитрівна, 25 р., колгоспниця, 1932 р., причину смерті невідомо.
Двірна Олександра Іванівна, 60 р., колгоспниця, 1933 р., причину смерті невідомо.
Двірна Олена Дмитрівна, дитина, 15 р., 1932 р., причину смерті невідомо.
Двірна Якилина Дмитрівна, дитина, 11 р., 1933 р., причину смерті невідомо.
Двірний Григорій Дмитрович, дитина, 7 р., 1932 р., причину смерті невідомо.
Двірний Дмитро Іванович, 65 р., колгоспник, 1933 р., причину смерті невідомо.
Двірний Микита Дмитрович, 18 р., колгоспник, 1932 р., причину смерті невідомо.
Денисенко Марія Олександрівна, 35 р., колгоспниця, 1933 р., причину смерті невідомо.
Денисенко Олексій Олександрович, 33 р., колгоспник, 1933 р., причину смерті невідомо.
Дмитренко Катерина Тихонівна, дитина, 5 р., 1933 р., причину смерті невідомо.
Дмитренко Павло Тихонович, дитина, 8 р., 1933 р., причину смерті невідомо.
Дмитренко Тихін Григорович, 40 р., колгоспник, 1933 р., причину смерті невідомо.
Дмитренко Химка Остапівна, 35 р., колгоспниця, 1932 р., причину смерті невідомо.
Дубовик Домаха Онисимівна, 51 р., колгоспниця, 1933 р., причину смерті невідомо.
Дубовик Іван Трохимович, 45 р., колгоспник, 1933 р., причину смерті невідомо.
Дубовик Павло Трохимович, 43 р., колгоспник, 1932 р., причину смерті невідомо.
Журавель Ганна Федорівна, дитина, 10 р., 1933 р., причину смерті невідомо.
Журавель Іван Федорович, дитина, 2 р., 1933 р., причину смерті невідомо.
Журавель Марія Федорівна, дитина, 8 р., 1933 р., причину смерті невідомо.
Заболотько Андрій Антонович, 25 р., колгоспник, 1932 р., причину смерті невідомо.
Заболотько Андрій Михайлович, дитина, 6 р., 1932 р., причину смерті невідомо.
Заболотько Ганна Петрівна, 20 р., колгоспниця, 1932 р., причину смерті невідомо.
Заболотько Дмитро Михайлович, дитина, 1,5 р., 1933 р., причину смерті невідомо.
Заболотько Олексій Михайлович, дитина, 4 р., 1932 р., причину смерті невідомо.
Заболотько Пелагія Остапівна, 30 р., колгоспниця, 1932 р., причину смерті невідомо.
Заєць Анастасія Іванівна, 31 р., колгоспник, 1933 р., причину смерті невідомо.
Заєць Василь Іванович, дитина, 6 р., 1933 р., причину смерті невідомо.
Заєць Марія Іванівна, дитина, 2 р., 1933 р., причину смерті невідомо.
Заєць Петро Іванович, дитина, 4 р., 1933 р., причину смерті невідомо.
Звіздай Наталка Іванівна, 35 р., колгоспниця, 1932 р., причину смерті невідомо.
Зінченко Христина Григорівна, 28 р., колгоспниця, 1933 р., причину смерті невідомо.
Іваненко Мотрона Каленикова, 25 р., колгоспниця, 1933 р., причину смерті невідомо.
Іваненко Яків Васильович, 45 р., колгоспник, 1932 р., причину смерті невідомо.
Іванець Єгор Павлович, 42 р., колгоспник, 1932 р., причину смерті невідомо.
Іванець Зіновій Артемович, 35 р., колгоспник, 1932 р., причину смерті невідомо.
Іванець Іван Зіновійович, дитина, 5 р., 1933 р., причину смерті невідомо.
Іванець Марія Іванівна, 39 р., колгоспниця, 1933 р., причину смерті невідомо.
Іванець Олександра Зіновіївна, дитина, 1,5 р., 1933 р., причину смерті невідомо.
Калачник Федір Савович, дитина, 12 р., 1932 р., причину смерті невідомо.
Клименко Василь Кіндратович, дитина, 13 р., 1933 р., причину смерті невідомо.
Клименко Володимир Кіндратович, дитина, 11 р., 1933 р., причину смерті невідомо.
Кобзар Ганна Макарівна, 28 р., колгоспниця, 1933 р., причину смерті невідомо.
Кобзар Іван Степанович, дитина, 10 р., 1932 р., причину смерті невідомо.
Кобзар Лаврентій Степанович, дитина, 5 р., 1932 р., причину смерті невідомо.
Ковтун Архип Григорович, дитина, 6 р., 1933 р., причину смерті невідомо.
Ковтун Григорій Архипович, 40 р., колгоспник, 1932 р., причину смерті невідомо.
Ковтун Єлизавета Семенівна, 35 р., колгоспниця, 1933 р., причину смерті невідомо.
Ковтун Меланія Григорівна, дитина, 8 р., 1933 р., причину смерті невідомо.
Ковтун Мокрина Іванівна, 38 р., колгоспниця, 1932 р., причину смерті невідомо.
Колісник Пилип Митрофанович, 30 р., колгоспник, 1933 р., причину смерті невідомо.
Кудря Антін Палійович, 26 р., колгоспник, 1932 р., причину смерті невідомо.
Кудря Варка Федорівна, 58 р., колгоспниця, 1932 р., причину смерті невідомо.
Кудря Іван Єнисейович, 60 р., колгоспник, 1933 р., причину смерті невідомо.
Кудря Олег Федорович, 30 р., колгоспник, 1933 р., причину смерті невідомо.
Кудря Параска Паліївна, 21 р., колгоспник, 1933 р., причину смерті невідомо.
Кудря Уляна Авилівна, 30 р., колгоспниця, 1933 р., причину смерті невідомо.
Кузько Олексій Олександрович, 45 р., колгоспник, 1932 р., причину смерті невідомо.
Лелюх Володимир Явдокимович, 42 р., колгоспник, 1932 р., причину смерті невідомо.
Лелюх Ганна Мусіївна, 70 р., колгоспниця, 1933 р., причину смерті невідомо.
Лелюх Ганна Степанівна, дитина, 10 р., 1933 р., причину смерті невідомо.
Лелюх Григорій Степанович, 18 р., колгоспник, 1932 р., причину смерті невідомо.
Лелюх Євдокія Степанівна, 25 р., колгоспниця, 1933 р., причину смерті невідомо.
Лелюх Іван Степанович, дитина, 8 р., 1933 р., причину смерті невідомо.
Лелюх Михайло Гнатович, 71 р., колгоспник, 1933 р., причину смерті невідомо.
Лелюх Яків Михайлович, 50 р., колгоспник, 1932 р., причину смерті невідомо.
Лесич Андрій Іванович, 55 р., колгоспник, 1933 р., причину смерті невідомо.
Лесич Федосій Степанович, дитина, 9 р., 1932 р., причину смерті невідомо.
Лила Ганна Степанівна, дитина, 2 р., 1933 р., причину смерті невідомо.
Лила Євдокія Федорівна, дитина, 8 р., утриманець, 1933 р., причину смерті невідомо.
Лила Єлизавета Семенівна, 35 р., колгоспниця, 1932 р., причину смерті невідомо.
Лила Іван Степанович, дитина, 5 р., 1933 р., причину смерті невідомо.
Лила Ірина Яківна, 50 р., колгоспниця, 1933 р., причину смерті невідомо.
Лила Лідія Степанівна, дитина, 3 р., 1932 р., причину смерті невідомо.
Лила Марія Федорівна, дитина, 12 р., 1933 р., причину смерті невідомо.
Лила Микола Степанович, дитина, 6 р., 1932 р., причину смерті невідомо.
Лила Михайло Степанович, дитина, 9 р., 1933 р., причину смерті невідомо.
Лила Олександра Федорівна, дитина, 5 р., 1933 р., причину
смерті невідомо.
Лила Сергій Михайлович, 30 р., колгоспник, 1933 р., причину смерті невідомо.
Лила Яків Якович, 48 р., колгоспник, 1933 р., причину смерті невідомо.
Лила Яків Якович, дитина, 11 р., 1932 р., причину смерті невідомо.
Матюк Катерина Онопріївна, дитина, 2 р., 1932 р., причину смерті невідомо.
Матюк Мотрона Микитівна, 27 р., колгоспниця, 1933 р., причину смерті невідомо.
Матюк Онопрій Федосійович, 28 р., колгоспник, 1933 р., причину смерті невідомо.
Матюк Христина Онопріївна, дитина, 5 р., 1932 р., причину смерті невідомо.
Медяник Роман Остапович, 26 р., колгоспник, 1933 р., причину смерті невідомо.
Мигаль Ілля Остапович, 40 р., колгоспник, 1932 р., причину смерті невідомо.
Мигаль Марія Іллівна, дитина, 7 р., 1933 р., причину смерті невідомо.
Мигаль Павло Ілліч, дитина, 9 р., 1933 р., причину смерті невідомо.
Митя Логвин Миколайович, 38 р., колгоспник, 1933 р., причину смерті невідомо.
Митя Петро Логвинович, дитина, 12 р., 1933 р., причину смерті невідомо.
Мосур Андрій Карпович, дитина, 11 р., 1933 р., причину смерті невідомо.
Мосур Антін Семенович, дитина, 5 р., 1932 р., причину смерті невідомо.
Мосур Артем Карпович, дитина, 9 р., 1933 р., причину смерті невідомо.
Мосур Іван Семенович, дитина, 7 р., 1932 р., причину смерті невідомо.
Мосур Олексій Миколайович, дитина, 5 р., 1932 р., причину смерті невідомо.
Мосур Тетяна Карпівна, дитина, 7 р., 1933 р., причину смерті невідомо.
Мосур Уляна Миколаївна, дитина, 3 р., 1933 р., причину смерті невідомо.
Овдієнко Яків Олександрович, 38 р., колгоспник, 1933 р., причину смерті невідомо.
Опара Лідія Степанівна, дитина, 7 р., 1932 р., причину смерті невідомо.
Опара Микита Степанович, дитина, 2 р., 1933 р., причину смерті невідомо.
Опара Одарка Степанівна, дитина, 5 р., 1933 р., причину смерті невідомо.
Опара Олекса Степанович, дитина, 9 р., 1932 р., причину смерті невідомо.
Опара Степан Митрофанович, 42 р., колгоспник, 1932 р., причину смерті невідомо.
Пархоменко Іван Семенович, 17 р., колгоспник, 1932 р., причину смерті невідомо.
Пархоменко Микола Петрович, 9 р., 1933 р., причину смерті невідомо.
Пархоменко Мотря Петрівна, 33 р., колгоспниця, 1932 р., причину смерті невідомо.
Пархоменко Настя Петрівна, дитина, 8 р., утриманець, 1933 р., причину смерті невідомо.
Пархоменко Одарка Петрівна, дитина, 11 р., 1933 р., причину смерті невідомо.
Пархоменко Одарка Семенівна, 17 р., колгоспниця, 1933 р., причину смерті невідомо.
Пархоменко Федір Петрович, дитина, 6 р., 1933 р., причину смерті невідомо.
Перехрест Іван Степанович, 38 р., колгоспник, 1932 р., причину смерті невідомо.
Перехрест Йосип Іванович, 71 р., колгоспник, 1932 р., причину смерті невідомо.
Пономар Михайло Петрович, дитина, 11 р., 1932 р., причину смерті невідомо.
Пономар Наталія Петрівна, дитина, 8 р., 1932 р., причину смерті невідомо.
Пономар Олексій Петрович, дитина, 7 р., 1933 р., причину смерті невідомо.
Пономар Поліна Петрівна, дитина, 12 р.,  1933 р., причину смерті невідомо.
Попурій Захарій Іванович, дитина, 9 р., 1933 р., причину смерті невідомо.
Попурій Параска Іванівна, дитина, 5 р., 1932 р., причину смерті невідомо.
Пренгель Дмитро Аргейович, 35 р., колгоспник, 1932 р., причину смерті невідомо.
Пренгель Іван Миколайович, дитина, 4 р., 1933 р., причину смерті невідомо.
Пренгель Микола Аргейович, 30 р., колгоспник, 1933 р., причину смерті невідомо.
Пренгель Олександра Миколаївна, дитина, 2 р., 1933 р., причину смерті невідомо.
Пренгель Олена Аргеївна, 22 р., колгоспниця, 1933 р., причину смерті невідомо.
Прудиус Григорій Андрійович, дитина, 5 р., 1932 р., причину смерті невідомо.
Прудиус Марія Петрівна, дитина, 11 р., 1933 р., причину смерті невідомо.
Радько Микола Пилипович, дитина, 4 р., 1933 р., причину смерті невідомо.
Сахно Дмитро Павлович, дитина, 5 р., 1932 р., причину смерті невідомо.
Сахно Марія Павлівна, 3 р., утриманець, 1933 р., причину смерті невідомо.
Сахно Марія Петрівна, 47 р., колгоспниця, 1933 р., причину смерті невідомо.
Сахно Марфа Павлівна, дитина, 1 р., 1933 р., причину смерті невідомо.
Скакун Іван Іванович, 48 р., колгоспник, 1932 р., причину смерті невідомо.
Супрун Дмитро Тимофійович, 68 р., колгоспник, 1932 р., причину смерті невідомо.
Сюмак Наталка Такиківна, 65 р., колгоспниця, 1933 р., причину смерті невідомо.
Танська Анастасія Єпіфанівна, дитина, 11 р., 1932 р., причину смерті невідомо.
Танська Марія Єпіфанівна, дитина, 9 р., 1933 р., причину смерті невідомо.
Танський Степан Єпіфанович, дитина, 5 р., 1933 р., причину смерті невідомо.
Терещенко Анастасія Овсіївна, 39 р., колгоспниця, 1932 р., причину смерті невідомо.
Терещенко Анастасія Яківна, дитина, 3 р., 1932 р., причину смерті невідомо.
Терещенко Варвара Яківна, дитина, 1,5 р., 1933 р., причину смерті невідомо.
Терещенко Ганна Явтухівна, 38 р., колгоспниця, 1932 р., причину смерті невідомо.
Терещенко Дмитро Якович, дитина, 5 р., 1933 р., причину смерті невідомо.
Терещенко Іван Іванович, 45 р., колгоспник, 1932 р., причину смерті невідомо.
Терещенко Ілько Іванович, 40 р., колгоспник, 1933 р., причину смерті невідомо.
Терещенко Олекса Якович, дитина, 7 р., 1933 р., причину смерті невідомо.
Терещенко Петро Олександрович, 40 р., колгоспник, 1932 р., причину смерті невідомо.
Тищенко Анастасія Миколаївна, дитина, 5 р., 1933 р., причину смерті невідомо.
Тищенко Антін Миколайович, 38 р., колгоспник, 1933 р., причину смерті невідомо.
Тищенко Варвара Миколаївна, дитина, 11 р., 1933 р., причину смерті невідомо.
Тищенко Дем"ян Іванович, 40 р., колгоспник, 1933 р., причину смерті невідомо.
Тищенко Іван Миколайович, дитина, 3 р., 1933 р., причину смерті невідомо.
Тищенко Ілля Миколайович, дитина, 7 р., 1933 р., причину смерті невідомо.
Тищенко Микола Карпович, 45 р., колгоспник, 1932 р., причину смерті невідомо.
Тищенко Федора Денисівна, 38 р., колгоспниця, 1933 р., причину смерті невідомо.
Тищенко Химка Миколаївна, дитина, 9 р., утриманець, 1933 р., причину смерті невідомо.
Тіщенко Тихін Карпович, 28 р., колгоспник, 1932 р., причину смерті невідомо.
Фесенко Анастасія Іванівна, 30 р., колгоспниця, 1933 р., причину смерті невідомо.
Фесенко Ганна Семенівна, дитина, 13 р., 1933 р., причину смерті невідомо.
Фесенко Іван Семенович, дитина, 9 р., 1933 р., причину смерті невідомо.
Фесенко Одарка Семенівна, дитина, 5 р., 1933 р., причину смерті невідомо.
Фесенко Степан Прокопович, 35 р., колгоспник, 1932 р., причину смерті невідомо.
Халеська Лідія Степанівна, дитина, 9 р., 1933 р., причину смерті невідомо.
Халеська Марфа Степанівна, дитина, 12 р., 1933 р., причину смерті невідомо.
Халеська Улита Михайлівна, 33 р., колгоспниця, 1932 р., причину смерті невідомо.
Халеський Василь Матвійович, 38 р., колгоспник, 1933 р., причину смерті невідомо.
Халеський Іван Михайлович, 17 р., колгоспник, 1932 р., причину смерті невідомо.
Халеський Семен Степанович, дитина, 2 р., 1933 р., причину смерті невідомо.
Халеський Степан Іванович, 39 р., колгоспник, 1932 р., причину смерті невідомо.
Хоменко Антоніна Миколаївна, дитина, 10 р., 1933 р., причину смерті невідомо.
Хоменко Григорій Олександрович, дитина, 8 р., 1932 р., причину смерті невідомо.
Хоменко Іван Микитович, дитина, 2 р., 1933 р., причину смерті невідомо.
Хоменко Іван Миколайович, дитина, 8 р., 1933 р., причину смерті невідомо.
Хоменко Іван Олександрович, дитина, 3 р., 1932 р., причину смерті невідомо.
Хоменко Іван Степанович, 48 р., колгоспник, 1933 р., причину смерті невідомо.
Хоменко Микита Андрійович, 45 р., колгоспник, 1932 р., причину смерті невідомо.
Хоменко Микита Пилипович, дитина, 5 р., 1933 р., причину смерті невідомо.
Хоменко Микола Борисович, 35 р., колгоспник, 1933 р., причину смерті невідомо.
Хоменко Михайло Олександрович, дитина, 7 р., 1933 р., причину смерті невідомо.
Хоменко Надія Яківна, дитина, 9 р., 1932 р., причину смерті невідомо.
Хоменко Олександра Пилипівна, 45 р., колгоспниця, 1933 р., причину смерті невідомо.
Хоменко Петро Олександрович, дитина, 1,5 р., 1932 р., причину смерті невідомо.
Хоменко Тетяна Олександрівна, дитина, 5 р., 1933 р., причину смерті невідомо.
Хоменко Тит Миколайович, дитина, 5 р., 1932 р., причину смерті невідомо.
Черепинська Євдокія Іванівна, 40 р., колгоспниця, 1933 р., причину смерті невідомо.
Черепинський Дмитро Дмитрович, дитина, 6 р., 1932 р., причину смерті невідомо.
Шерстюк Ганна Андріївна, 40 р., колгоспниця, 1932 р., причину смерті невідомо.
Шерстюк Ганна Омелянівна, 35 р., колгоспниця, 1933 р., причину смерті невідомо.
Шерстюк Марфа Федорівна, дитина, 8 р., 1932 р., причину смерті невідомо.
Шерстюк Михайло Омелянович, 27 р., колгоспник, 1933 р., причину смерті невідомо.
Шерстюк Трохим Іванович, дитина, 13 р., колгоспник, 1932 р., причину смерті невідомо.
Якименко Григорій Мусійович, 40 р., колгоспник, 1933 р., причину смерті невідомо.
Якименко Іван Мусійович, дитина, 5 р., 1932 р., причину смерті невідомо.
Якименко Олександр Мусійович, дитина, 3 р., 1933 р., причину смерті невідомо.
Якименко Олена Григорівна, 39 р., колгоспниця, 1933 р., причину смерті невідомо.